# Urbanos de Torremolinos

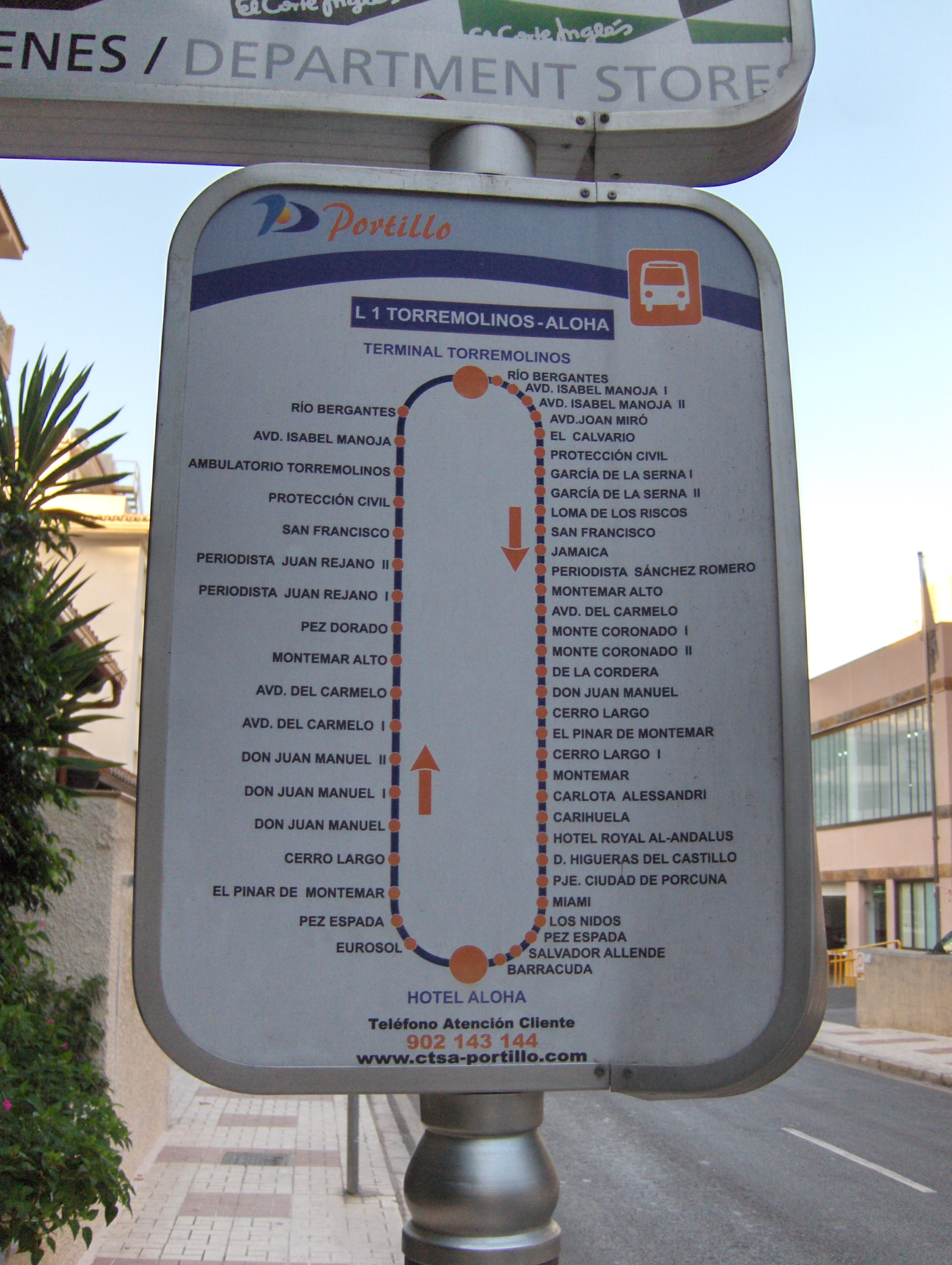
Panel informativo de la L1 de Urbanos de Torremolinos.

Urbanos de Torremolinos es el nombre bajo el cual la empresa de transportes CTSA-Portillo (perteneciente a Avanza Movilidad Integral) opera el servicio de autobuses urbanos en la ciudad de Torremolinos (Málaga, España). Su punto de venta está situado en la Taquilla de la Terminal de Autobuses de Torremolinos.
El servicio está compuesto por dos líneas regulares que partiendo desde la estación terminal se dirigen hacia ambos extremos de la ciudad. 

## Tarifas
Las tarifas vigentes para el año 2021 son las siguientes:
| Billete                         | Coste por viaje |
| ------------------------------- | --------------- |
| Billete Sencillo                | 1,30 €          |
| TarjeBus Ordinario              | 0,59 €          |
| TarjeBus Estudiante             | 0,20 €          |
| TarjeBus Jubilado               | 0,13 €          |
| TarjeBus Pensionista Especial   | 0,04 €          |
| Tarjeta Consorcio de Transporte | 0,99 €          |

## Líneas
La red de Autobuses Urbanos de Torremolinos se componen por dos líneas que unen el centro de la ciudad con el extremo norte (Playamar) y con el extremo sur de la ciudad (Aloha). Los horarios de la Línea 1 fueron actualizados en verano de 2020 mientras que los de la línea 2 en noviembre de 2021.
| Línea | Trayecto                                               | Primer autobús         | Último autobús           |
| ----- | ------------------------------------------------------ | ---------------------- | ------------------------ |
| L1    | Terminal estación de autobuses - Aloha                 | 8:00 ida / 8:30 vuelta | 22:05 ida / 22:38 vuelta |
| L2    | Terminal estación de autobuses - Playamar - Los Álamos | 8:35 ida / 8:50 vuelta | 19:45 ida / 20:01 vuelta |

### Conexión con autobús interurbano
Existen paradas coincidentes con las siguientes líneas adscritas al Consorcio de Transporte Metropolitano del Área de Málaga:
| Línea | Trayecto                       |
| ----- | ------------------------------ |
| M-110 | Málaga-Benalmádena Costa       |
| M-112 | Málaga-Mijas                   |
| M-120 | Torremolinos-Fuengirola        |
| M-121 | Torremolinos-Benalmádena-Mijas |
| M-124 | Carola-Torremolinos            |
| M-125 | Torremolinos-Patronato         |
| M-126 | Benalmádena-Torremolinos       |
| M-320 | Málaga-Marbella                |